# Visconde de Paço de Nespereira
Visconde de Paço de Nespereira é um título nobiliárquico criado por D. Luís I de Portugal, por Decreto de 23 de Setembro de 1886, em favor de Gaspar Lobo de Sousa Machado e Couros.
Titulares
1. Gaspar Lobo de Sousa Machado e Couros, 1.º Visconde de Paço de Nespereira;
2. João Lobo Machado Cardoso do Amaral de Meneses, 2.º Visconde de Paço de Nespereira.

Após a Implantação da República Portuguesa, e com o fim do sistema nobiliárquico, usou o título: 
1. Gaspar Lobo Machado do Amaral Cardoso de Meneses, 3.º Visconde de Paço de Nespereira.